# Rheumaptera abraxidia
Rheumaptera abraxidia är en fjärilsart som beskrevs av George Francis Hampson 1895. Rheumaptera abraxidia ingår i släktet Rheumaptera och familjen mätare. Inga underarter finns listade.